# La família de Felip V (Van Loo)
La família de Felip V és un quadre de Louis-Michel van Loo, pintat en 1743, que representa al rei Felip V d'Espanya amb la seva família. Es conserva en el Museu del Prado.
Els personatges del retrat es divideixen en tres grups. A l'esquerra estan el príncep Ferran i la seva esposa Bàrbara amb la infanta Maria Anna Victoria, esposa de Josep I de Portugal. El grup central ho integra el rei i la reina Isabel Farnese, recolzada en el coixí que sosté la corona, símbol inequívoc del seu gran poder. Amb ells apareixen el seu fill Felip I de Parma i la seva esposa Luisa Isabel de Borbó, filla de Luis XV. En el sòl juguen les infantes Isabel de Borbó-Parma (dreta) i María Isabel Ana de Borbó (esquerra), netes dels reis. Finalment, en el costat dret de la composició es troben l'infant Carlos i la seva esposa María Amàlia de Saxònia, amb les infantes Marie-Thérèse-Raphaëlle de Bourbon i María Antonia

## Anàlisi
L'arribada de Van Lloo va coincidir amb un canvi d'estil artístic a Espanya, perquè Felip V, francès, va introduir diversos aspectes del barroc gal. La retratística espanyola, en la línia de Velázquez i Sánchez Coello, va ser substituïda per un estil colorista, recarregat i ple de detalls.
Un ampli i teatral conjunt de cortines vermelles emmarca una balconada, on una orquestra interpreta un concert. Mentre, el rei i la seva família escolten la música en un ampli saló que dona pas a un jardí.
Van Lloo realitza amb extrem detall les teles i els adorns dels personatges, elements inspirats a l'escola flamenca. El pintor gaudeix de totes les confiances de Felip V, perquè va saber sintetitzar l'estil oficial, amb reminiscències de Rubens i Van Dyck, amb un segell adulador clàssic del rococó francès. A més, l'artista capta les emocions i els trets psicològics dels personatges. En paraules de Juan J. Lluna, «es busca -com diu Juan J. Lluna- la representació de la majestat règia amb els atributs que li pertanyen, el sentit de gloriosa continuïtat dinàstica i la pompa que envolta el seu poder, expressada amb suntuosa fastuositat».
Va ser una obra preparada durant molts anys, com evidencien diversos esbossos que es conserven en la Reial Acadèmia de Belles Arts de San Fernando. Sobre aquest tema, Van Lloo va introduir alguns canvis: la infanta María Antonia, en lloc d'estar en primer pla, es va situar darrere de l'esposa de Carlos III i l'espai central es va emplenar amb les netes de Felipe V.
És la gran obra de Van Lloo, que marca la seva realització com a retratista i li permet forjar el seu propi estil, que beu de les aportacions de Jacint Rigau-Ros i Serra, Pierre Mignard i l'escola italiana.